# Václav Tille
Pour les articles homonymes, voir Tillé.
Václav Tille, né le 16 février 1867 à Tábor et mort le 26 juin 1937 à Podolí, est un bibliothécaire, professeur, critique de théâtre et littéraire et écrivain tchèque. Il a également utilisé le pseudonyme de Václav Říha.

## Biographie
Václav Tille est le fils d'Antonín Tille, professeur au lycée de Tábor, et de son épouse Marie, née Eisensteinová. Sa grand-mère paternelle est issue de la famille Nádherný de Borutín.
Il obtient son diplôme d'études secondaires, puis étudie à la Faculté de philosophie de l'Université Charles de Prague (études slaves et germaniques), et à Innsbruck, où il termine ses études par un doctorat. Plus tard, il travaille dans les bibliothèques d'études de l'Université de Prague et d'Olomouc. À cette époque, il exerce également comme examinateur des collections de la Bibliothèque du Musée national. Après un séjour à l'Université de Paris, en 1903, il reçoit son habilitation et de 1921 à 1937, est professeur titulaire d'histoire comparée à l'Université Charles. Membre du Rotary Club, du Evropský literární klub (cs), de l'Union intellectuelle tchécoslovaque, il est en 1925, cofondateur du PEN Club tchécoslovaque. La même année, il devient membre de l'Union académique internationale.
Il publie de nombreuses critiques théâtrales et littéraires dans Národné listy où il travaille de 1910 à 1915, dans Venkov ou encore, parmi d'autres, Prager Presse (cs). Il réalise aussi de nombreuses études comparatives des arts du spectacle, du mime, analyse de manière critique des créations de nouvelles et de contes de fées et s'est également intéressé à d'autres domaines de la littérature et de la bibliothéconomie tchèques et étrangères. Lorsqu'il écrit lui-même des contes de fées, il utilise le pseudonyme V. Říha, et il signe souvent ses articles professionnels avec diverses abréviations et symboles. Il est l'éditeur à partir de 1902 de la bibliothèque pour la jeunesse Žeň z literatur.

## Œuvres

### Essais et critiques
- 1892 : Literární studie
- 1902 : Povídky sebrané na mor. Valašsku
- 1902 : Filosofie literatury u Taina a předchůdců
- 1905 : Erbenovy České pohádky
- 1905 : Němcové Národní báchorky a pověsti
- 1907 : Němcové Pohádky
- 1908 : Kinéma
- 1909 : České pohádky do roku 1848
- 1910 : Maurice Maeterlinck : analytická studie, Prague, Otto (lire en ligne)
- 1911 : Božena Němcová
- 1915 : Roncesvalles
- 1917 : Divadelní vzpomínky, Prague, Kočí (lire en ligne)
- 1930 : Soupis českých pohádek, díl I
- 1934 : Soupis českých pohádek, díl 2
- 1935 : Činohra Národního divadla od roku 1900 do převratu, Prague, Sbor pro zřízení druhého Národního divadla (lire en ligne)
- 1941 : Alšovy pohádky, Prague, Dědictví Komenského (lire en ligne)
- 1958 : Božena Němcová maličkým, Prague (lire en ligne)

### Contes de fées
- 1900 : Povídka o svatbě krále Jana, Prague, Jan Laichter (lire en ligne)
- 1905 : Letní noc
- 1915 : Říhovy pohádky
- 1922 : Paleček
- 1925 : Nebojsa
- 2010 : Václav Říha, Zvířátka a Petrovští, Prague, Městská knihovna v Praze (lire en ligne)